# Nanorchestes collinus
Nanorchestes collinus är en spindeldjursart som beskrevs av Hirst 1918. Nanorchestes collinus ingår i släktet Nanorchestes, och familjen Nanorchestidae. Arten är reproducerande i Sverige.